# 19. rujna
19. rujna (19. 9.) 262. je dan godine po gregorijanskom kalendaru (263. u prijestupnoj godini).
Do kraja godine ima još 103 dana.

## Događaji
- 1893. – Novi Zeland postao je prva država koja ženama daje pravo glasa.
- 1900. – U Winnemucci (Nevada), Butch Cassidy i Sundance Kid izveli su prvu zajedničku pljačku na Prvu nacionalnu banku i pobjegli s 32,640 dolara.
- 1918. – Bitka kod Megida
- 1991. – U ledenjaku na granici Austrije i Italije otkriven je Ötzi, najstarija prirodno sačuvana mumija u Europi, iz 3300. prije Krista.
- 1991. – Početak velikosrpske agresije na Hercegovinu. JNA je s 20-ak tisuća vojnika zauzela Dubravsku visoravan. Odatle je sutradan napala i nastavila, razarala i nastavila napadati ka Slanom i Dubrovniku.[1]

| - 86. – Antonin Pio, rimski car († 161.) - 1802. – Lajos Kossuth, mađarski političar († 1894.) - 1922. – Emil Zatopek, češki atletičar († 2000.) - 1928. – Josip Pupačić, hrvatski književnik († 1971.) - 1936. – Al Oerter, američki atletičar - 1941. – Zdenko Vukasović, hrvatski nogometni vratar († 2021.) - 1944. – Dragan Čuturić, hrvatski pripovjedač - 1947. – Mate Granić, hrvatski političar - 1949. – Slavko Linić, hrvatski političar - 1958. – Korado Korlević, hrvatski astronom - 1967. – Aleksandr Karelin, ruski hrvač - 1967. – Mirko Norac, hrvatski general - 1973. – Đorđe Kukuljica, srpski glumac - 2000. – Jakob Ingebrigtsen, norveški atletičar | - 1356. – Petar I. Burbonski, francuski plemić (* 1311.) - 1380. – Karlo V., francuski kralj (* 1338.) - 1710. – Ole Rømer, danski astronom (* 1644.) - 1812. – Mayer Amschel Rothschild, njemački bankar (* 1744.) - 1818. – Louis Gaultier, francuski pedagog i reformator obrazovanja (* 1745. ili 1746.) - 1843. – Gaspard Gustave Coriolis, francuski fizičar i matematičar (* 1792.) - 1881. – James A. Garfield, američki predsjednik (* 1831.) - 1909. – Jožef Borovnjak, slovenski pisac, politični vladar i rimokatolički svećenik u Mađarskoj (* 1826.) - 1935. – Konstantin Ciolkovski, ruski znanstvenik i izumitelj (* 1857.) - 1949. – Nikos Skalkottas, grčki skladatelj (* 1904.) - 1955. – Carl Milles, švedski kipar (* 1875.) - 1960. – René Strauwen, belgijski hokejaš na travi (* 1901.) - 2007. – Vlatko Pavletić, hrvatski akademik, teoretičar književnosti, esejist, kritičar i političar (* 1930.) - 2021. – Marina Tucaković, srbijanska tekstopiskinja (* 1953.) |

## Blagdani i spomendani
- Međunarodni dan govorenja poput pirata